# ウェアハウス (ニュージーランド)
ウェアハウス（英：The Warehouse Group、NZX:WHS）は、ニュージーランド最大の小売ディスカウントストアグループ。

## 概要
本社はオークランド・ノースショア。創業者はスティーブン・ティンデル。ニュージーランド国内で営業している大型ディスカウントストアグループである。グループ全体での従業員数は10,000人（2013年）。
最高経営責任者(CEO)はマーク・パウエル（カーディフ大学MBA・クランフィールド大学理学修士、元テスコ物流部長、CEO就任：2011年8月 - ）。創業者のティンデルはCEO退任後、ティンデル基金を設立し評議員に就任。ウェアハウスの経営に直接携わることはなく、代表権のない非常勤理事に退いている。
主力店舗である「ウェアハウス」の他に、文房具・コンピューター・事務機器などを取り揃えた「ウェアハウス・ステーショナリー」、生鮮食料品やカフェを兼ね備えた「ウェアハウス・エキストラ」を運営している。

## 歴史
- 1982年11月：スティーブン・ティンデルが12年間勤めた小売業「ジョージ・コート・アンド・サンズ」を退職しウェアハウスを創業。オークランド・タカプナに1号店を出店。資金は40,000NZドル。1号店は550㎡の店舗で営業を開始する。
- 1990年：ニュージーランド全国で広告配布を開始。
- 1991年：ニュージーランド国内での売上げが1億NZドルを超える。
- 1991年10月：ウェアハウス・ステーショナリー1号店をグレンフィールド・ワイラウパークに新規出店。
- 1994年：ニュージーランド証券取引所に上場。
- 1995年：ニュージーランド証券取引所主要銘柄40種（NZSE40）に採用される。
- 1996年：北島集配センターをオークランド郊外ウィリに開設。
- 1996年：インバカーギルに国内最大店舗を出店。しかし地元小売店の売上げが激減し社会問題に発展する。
- 2000年：ニュージーランド証券取引所主要銘柄上位10社（NZSE10）に採用される。
- 2000年：グループ全体の売上げが10億NZドルを超える。
- 2001年：金融サービス事業に参入しクレジット業務と旅行保険の販売を開始。創業者のティンデルがマネージャーを退任（1月）。
- 2003年：南島集配センターをクライストチャーチ郊外ロルストンに開設。
- 2003年：オーストラリアへ進出。地元ディスカウントグループ「クリンツ・クレイジー・バーゲンズ」「シリー・ソリーズ」2社の経営権を取得し117店舗で営業を開始。創業者のティンデルがCEOに復帰（5月）。
- 2004年：創業者のティンデルがCEOを退任（10月）。新CEOにスコットランド出身のイアン・モリス（元B&Qマネージャー(CEO級)）が就任（10月）。グループ全体の売上げが23億NZドルを越える。
- 2005年：オーストラリア事業を売却しオーストラリアから撤退。
- 2006年：アルコール飲料の販売を開始（一部店舗では販売を自粛）。
- 2006年：生鮮食料品の販売を含めた新型店舗「ウェアハウス・エキストラ」をオークランド・シルビアパークに開店。生鮮食料品販売・カフェテリアの設置・薬局の設置など新規事業を開始。
- 2007年：創業25周年を祝う。創業者のティンデルがニュージーランド国王よりナイトの勲位を授与され“サー(Sir)”の称号を得る。
- 2009年：衣料品専門の集配センターを北島集配センター隣に開設。オンラインショッピングサイトを開設。
- 2011年：イアン・モリスが退任しウェールズ出身のマーク・パウエルがCEOに就任（8月）。
- 2012年：家電量販店「ノエル・リーミング」を買収し75店舗を傘下に収める。

## ウェアハウスグループ
ウェアハウス（the warehouse）
ウェアハウスグループの主力店舗。国内に92店舗（2013年）を構える大型ディスカウント店。赤地の看板に白色の店舗名、赤色のポロシャツを従業員制服に採用。加工食品、寝具、家具、家電、文房具、玩具、工具、健康美容品、衣料品、CD・DVD、スポーツ用品、園芸用品、カー用品、ペット用品などの取扱商品は数万～数十万点に及ぶ。商品の多くは中国と東南アジア製品を中心とする輸入品が大半を占める。ウェアハウス（倉庫の意味）の名の通り、店舗はコンクリートの打ち放しを基本構造とする簡素かつ倉庫型の店舗形態を採用し、フォークリフトを用いた倉庫 兼 商品棚で在庫調整を行い、POSシステムによる情報管理で出店コストを軽減することで消費者還元を実現している。平均店舗面積は5,000平方メートル。1990年代に販売した商品（主に子供用自転車）に粗悪品が含まれ事故が発生した教訓から、一部商品を除き全ての商品で12ヶ月間の返金または取替保証を受けつけている。2007年には、販売していた自転車用ヘルメットに安全性の問題があるとしてリコールおよび購入者へ返金する旨を通知した。ニュージーランド出身のスーパーモデルレイチェル・ハンターデザイン監修の衣料ブランド“Rachel”を店舗限定販売している。従業員数は約9,000人（2012年）。
ウェアハウス・ステーショナリー（Warehouse Stationary）
文房具品、コンピューター、ソフトウェア、事務機器、オフィス家具、オフィス用品などを販売する店舗。商品販売の他、コピーサービス、写真現像サービスも受けつけている。黄色地の看板に青色の店舗名が特徴。国内に61店舗（2013年）。ウェアハウスで販売する文房具品と区別するため、店舗名から“The”の文字を外している。ビジネス需要を見込み、一部商品は通信販売に対応している。
ウェアハウス・エキストラ（the warehouse extra）
ウォルマートを参考にウェアハウスでは販売できなかった生鮮食料品、薬剤師常駐の薬局、カフェテリア、写真現像サービスなどを提供する総合スーパー形態を採用している。平均店舗面積は13,000平方メートル。店舗はウェアハウスと同じくコンクリート打ち放しの内装、フォークリフトを用いた倉庫 兼 商品棚管理、POSシステムによる情報管理を行う。赤地の看板に白色の店舗名（the warehouse）と黄色の“extra”が特徴。国内に10店舗営業している（2012年現在）。
ウェアハウス・ローカル(the warehouse Local)
都市圏の中心部と郊外都市を中心に展開する小規模店舗。平均店舗面積は2,000平方メートルと一般店舗の半分以下の店舗面積で営業を行っている。レジカウンターは1店舗1台を設置。白地の"the warehouse"に黄字の"Local"が特徴的な店舗名を採用。